# Alte Johanneskirche (Heidelberg-Neuenheim)

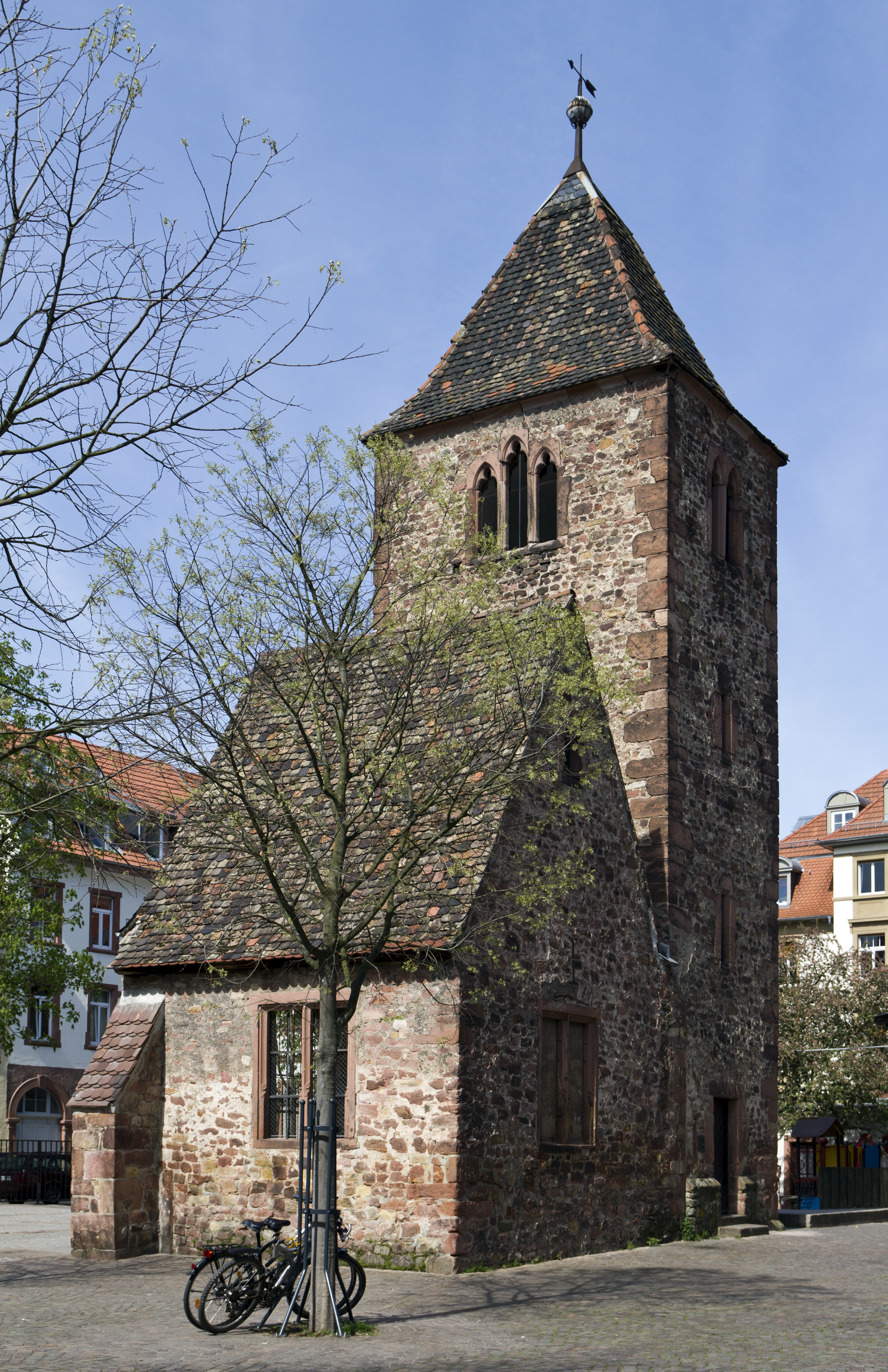
Alte Johanneskirche (2011)

Die alte Johanneskirche war die ursprüngliche Dorfkirche von Neuenheim, gelegen an der Ladenburger Straße. Heute stehen von ihr nur noch der Turm und der Chorraum.

## Geschichte
Das Dorf Neuenheim geht bis ins 8. Jahrhundert zurück.
Im Jahr 1137 wurde die Capella Sanctis Johannis Baptistae von Bischof Burchard II. (auch Buggo) von Worms konsekriert. Diese Johannes dem Täufer geweihte Kapelle war der Handschuhsheimer Pfarrei St. Vitus unterstellt. Sie wurde mehrmals umgebaut, die erhaltenen Reste stammen von einem gotischen Bau aus dem späten 15. Jahrhundert, wobei der ehemals spitzbogige Triumphbogen rundbogig erneuert wurde. Mit dem Dorf Neuenheim wurde die Kirche im Landshuter Erbfolgekrieg, im Dreißigjährigen Krieg und im Pfälzischen Erbfolgekrieg schwer beschädigt, nach 1693 standen nur noch der Turm und der Chor. Erst 1728 wurde das Langhaus in schlichtem Barockstil wieder aufgebaut. Seit der Reformation, die in der Kurpfalz und damit auch in Neuenheim 1556 eingeführt wurde, war die Johanneskirche protestantisch.

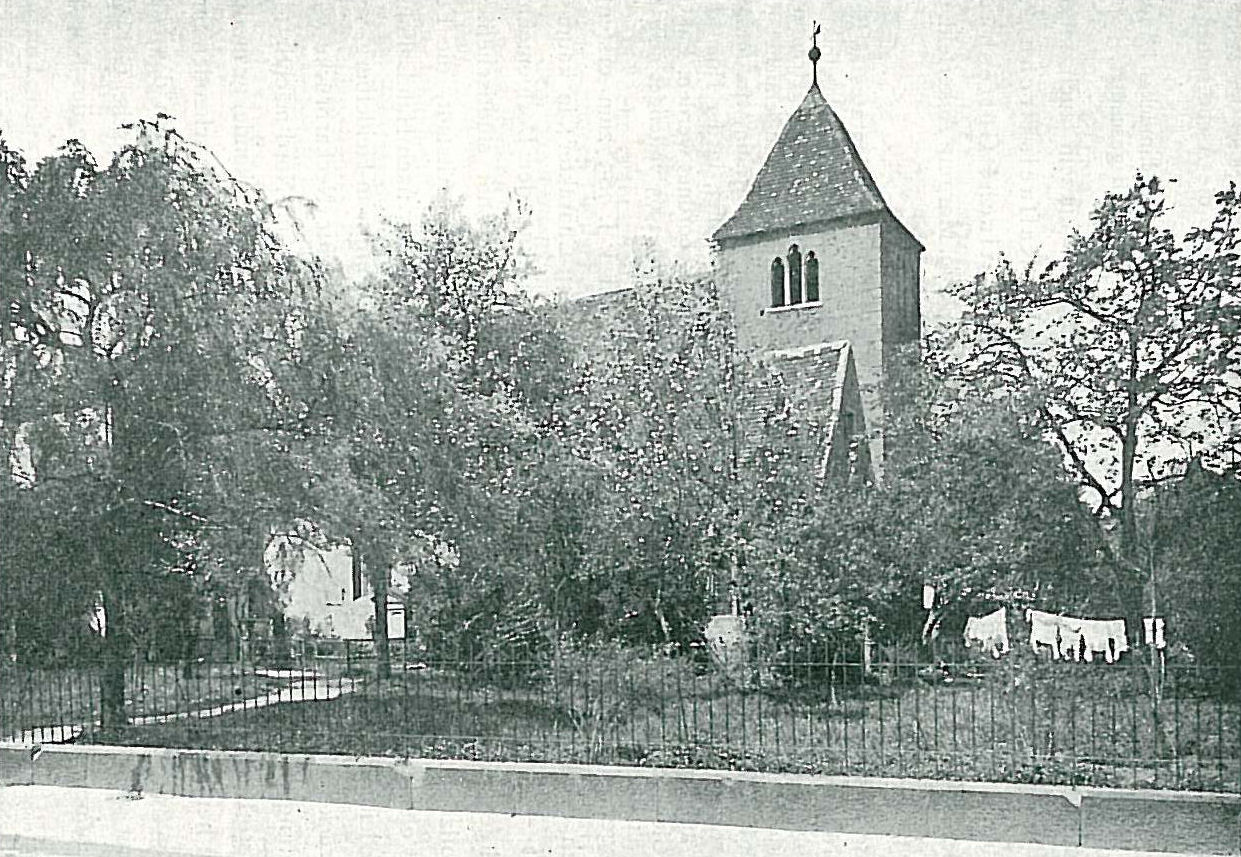
Ansicht um 1900

Mit der Eingemeindung Neuenheims nach Heidelberg im Jahr 1891 wuchs der neue Stadtteil rasch an und die Kirche wurde bald zu klein. Pläne zu einer baulichen Erweiterung wurden bald zugunsten eines Neubaus einer größeren Kirche außerhalb des alten Dorfkerns aufgegeben. 1902 wurde die neue Johanneskirche an der Handschuhsheimer Landstraße eingeweiht, die den Namen von der alten Kirche übernahm.
Die alte Kirche wurde der ebenfalls stark gewachsenen katholischen Gemeinde, die bislang nach St. Vitus in Handschuhsheim zum Gottesdienst gehen musste, überlassen. Die Katholiken errichteten sich jedoch ebenfalls einen Neubau, für den 1903 der Grundstein gelegt wurde. 1905 wurde die St.-Raphael-Kirche konsekriert und damit die alte Johanneskirche funktionslos.
1906 wurde das Kirchenschiff abgerissen, um zusammen mit dem ehemaligen Kirchhof, der bis 1857 in Gebrauch war, Platz für den Markt zu schaffen. Der ursprüngliche Grundriss ist heute im Pflaster auf dem Marktplatz mit dunkleren Steinen markiert.

## Baubeschreibung
Von der ursprünglichen Kirche sind nur der rund 15 m hohe spätgotische Kirchturm mit quadratischem Grundriss und der Chor mit rundbogigem Triumphbogen erhalten. Das Bauwerk besteht überwiegend aus behauenen Feldsteinen, die Ecken sind mit Ziegelsteinen ergänzt. Am Mauerwerk sind die Spuren verschiedener An- und Umbauten sichtbar. Das Zeltdach des Turmes und das Satteldach des Chors sind mit Dachziegeln eingedeckt.
Im durch ein Gitter abgeschlossenen Chorraum steht seit 1949 eine Kreuzigungsgruppe, die 1767 für den katholischen Teil des Friedhofs der Peterskirche geschaffen und später auf den Bergfriedhof versetzt wurde, wo heute eine Kopie steht.